# جیمزتاون (ویرجینیا)

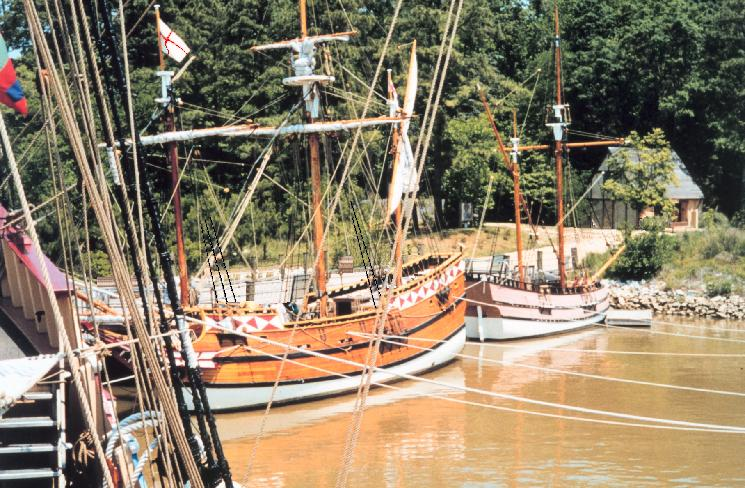
مدل سه کشتی کریستوفر نیوپورت که در سال ۱۶۰۷ در جیمزتاون لنگر انداختند.

جیمزتاون (به انگلیسی: Jamestown) نام نخستین قرارگاه و مستعمره ثابت انگلستان در قاره آمریکا در دنیای جدید بود و سنگ بنای کشوری شد که بعدها ایالات متحده آمریکا نام گرفت. این مستعمره نخستین جایگاه انگلستان در میدان رقابت اروپا برای فتح دنیای جدید بود که اسپانیایی‌ها پس از فتوحات کریستف کلمب، در اواخر قرن پانزدهم برنده آن محسوب می‌شدند. این قرارگاه که در تاریخ ۱۴ مه ۱۶۰۷ بنیان نهاده شد، اکنون در نزدیکی شهر ویلیامزبگ در ایالت ویرجینیا قرار دارد.
انگلیسی‌ها که طی فرمان جیمز یکم پادشاه تازه انگلستان در سال ۱۶۰۶ به کاپیتان کریستوفر نیوپورت، جهت سکنی گزیدن و ثروت اندوزی به قاره غربی (آمریکا) آمده بودند با سه کشتی به آب‌های شرق آمریکا (دماغه هنری - ویرجینیا بیچ امروزی) وارد شدند، پس از یک توقف کوتاه در دهانه خلیج چِساپیک و طی مسافتی بیش از ۶۰ مایل در آبراهی که آن را «جیمز ریور» نام نهادند، در ۱۳ ماه مه سال ۱۶۰۷ در این آبراه به نقطه‌ای جزیره شکل و کوچک رسیدند و آن محل را جایی امن و قابل دفاع در برابر حملات احتمالی اسپانیایی‌ها یافتند. روز بعد (۱۴ مه)، همگی آنان که حدوداً ۱۰۵ نفر می‌شدند از ۳ کشتی خود خارج شده و در آنجا سنگ بنای نخستین مستعمره ماندگار انگلیسی را در قاره غربی به نام جیمزتاون بر زمین نهادند.
بسیاری از مهاجران به دلیل بیماری و کمبود آذوقه در زمستان اواخر سال ۱۶۰۹ و اوایل ۱۶۱۰ جان خود را از دست دادند. بازماندگان با رسیدن مهاجران جدید و تأمین مایحتاج در ماه ژوئن تصمیم به ماندن در جیمزتاون گرفتند و این قرارگاه پس از رونق گرفتن و افزایش مهاجرنشینان، پایتخت نواحی شرقی آمریکای شمالی که ویرجینیا نام گرفته بود، اعلام شد. این مهاجران برای خود در ویرجینیا ۱۳ مهاجرنشین به وجود آوردند و نخستین سیاهپوستان آفریقایی به این ۱۳ کلونی منتقل شدند. این دهکده گهگاه توسط بومیان آنجا یا سرخ‌پوستان مورد حمله قرار می‌گرفت، به طوریکه در ۱۶۲۲، ۳۵۰ مهاجر و در سال ۱۶۴۴، ۵۰۰ مهاجر کشته شدند. برخی مهاجرنشینان علیه ویلیام برکلی، حاکم جیمزتاون شوریدند و آنجا را به سال ۱۶۷۶ به آتش کشیدند. مقر حاکمان به «میدل پلنتیشن» (Middle Plantation) انتقال یافت و جیمزتاون در سال ۱۶۹۹ متروک و خالی از سکنه شد. مهاجرنشینان انگلیسی بعدها بر سر مالیات و نداشتن نماینده در پارلمان لندن، با دولت انگلستان دچار اختلاف شدند و پس از این که انگلستان با آنان وارد جنگ شد، خواهان استقلال کامل شده و ۱۶۹ سال پس از استقرار در آمریکا، اعلام استقلال کردند و کشور خود را به صورت یک فدراسیون، «ایالات متحده آمریکا» نام نهادند. بعدها قرارگاه جیمزتاون نیز توسط سازمان پارک‌های ملی آمریکا و انجمن ابقا آثار باستانی ویرجینیا در دهه ۱۹۹۰ میلادی خاک برداری و بازسازی شد.